# Proskurivka, Iarmolînți
Proskurivka (în ucraineană Проскурівка) este localitatea de reședință a comunei Proskurivka din raionul Iarmolînți, regiunea Hmelnîțkîi, Ucraina.

## Demografie
Componența lingvistică a localității Proskurivka
     Ucraineană (98,83%)
     Rusă (1,06%)
     Alte limbi (0,11%)
Conform recensământului din 2001, majoritatea populației localității Proskurivka era vorbitoare de ucraineană (98,83%), existând în minoritate și vorbitori de rusă (1,06%).